# Perry Mason: Poker di streghe
Perry Mason: Poker di streghe (A Perry Mason Mystery: The Case of the Wicked Wiwes) è un film per la televisione del 1993, diretto dal regista Christian I. Nyby II. .

## Trama
David Morrison è stato un famoso fotografo di moda. Adesso ha problemi finanziari e chiede al suo vecchio amico e avvocato Anthony Caruso, di contattare le sue muse ed ex mogli per fare una retrospettiva per una mostra da fare al museo di arte moderna. Attirate in città dall'avvocato Caruso, le quattro donne arrivano a Denver e per ragioni diverse, nonostante l'odio verso David, accettano di posare per l'ex marito in compagnia della quinta ed attuale moglie. Dee è comunque gelosa del marito e gli fa una scenata quando vede uscire dalla camera oscura la nuova assistente Margo. Nella stessa sera David Morrison viene ucciso. La moglie viene subito sospettata e dopo una rapida indagine viene arrestata per omicidio. Anthony, approfittando dell'ufficio di Perry Mason, chiede aiuto a Della e Ken per questo caso. Ken si mette subito alla ricerca della assistente Margo, mentre Caruso indaga sulle ex mogli di Morrison (Shelly Talbot, Nina Morgan, Abby Walters e Jane Marlowe), grazie anche ai dettagliati appunti delle varie conversazioni e telefonate avute con le sue ex. Come al solito la soluzione, inaspettata, arriverà in tribunale. L'assassina non è una delle mogli, ma la stessa Margo, nome falso di Debra Walters, la figlia di Abby. Concluso il processo, le ex propongono a Dee Morrison di continuare il lavoro di David.

## Curiosità
- Causa la morte di Raymond Burr, questo film venne prodotto con il titolo Perry Mason Mistery. L'avvocato protagonista è interpretato da Paul Sorvino mentre rimangono gli attori William R. Moses (Ken Malansky) e Barbara Hale (Della Street). Nei film si fa intendere che Perry Mason si trova a Washington.
- Nel film l'avvocato Anthony Caruso risulta essere un famoso professionista (come attestato dal tenente Brock). Mentre la trama è diretta figlia del canovaccio tipico di Perry Mason (persona innocente, prove, ricerche e dimostrazione finale con scoperta del vero colpevole), il protagonista ha caratteristiche più "gigionesche", è meno pensoso e (nota colorita) più generoso economicamente.
- Nel film Paul Sorvino interpreta alcune arie di opere come La bohème, infatti l'attore ha studiato canto lirico prima di dedicarsi alla recitazione.